# Concentrator oxigenic
Un concentrator oxigenic e un aparat care poate furniza oxigen la concentrații mai mari decât cea din aer. Este un aparat cu membrane zeolitice cu rol separativ.

## Utilitate și funcționare
Poate fi folosit alternativ la buteliile de oxigen medical, fiind mai ieftine și neprezentând riscul unor incendii în cazul scurgerilor necontrolate de oxigen. Furnizează un conținut de oxigen de 20-90%, extras din aerul ambiant și după separarea azotului prin filtre adecvate. De asemeni sunt îndepărtate particulele de praf și bacteriile (tot prin filtre).
La folosire  medicală de durată (1 oră, sau peste), trebuie luată în considerare uscarea mucoaselor respiratorii. Aceasta se combate prin umezirea amestecului respirabil cu apă oxigenată.   

## Oxigenoterapie
Oxigenoterapia este o disciplină medicală relativ nouă, cu o numeroase întrebuințări. Sunt asfel de menționat probleme respiratorii, ameliorare  de stres, oxigenarea creierului, hipoxie (oxigenare redusă a țesuturilor), creșterea capacității de concentrare în urma expunerii excesive la stres, ajutor spre o dezvoltare armonioasă, oferind un plus de energie. Oxigenoterapia nu  este doar ca tratament folosită, ci poate fi și preventiv implementată contra apariției unor deficiențe și/sau boli. Persoanele care pot avea nevoie de aceste aparate destinate oxigenoterapiei sunt femei însărcinate, sportivi de performanță, persoane in varsta, fumatori, consumatori de alcool, etc. 

## Aparate transportabile
Un concentrator de oxigen transportabil funcționează cu energie electrică, este un aparat compact, cântărind în jur de 15kg. Are un nivel redus de zgomot, o durată de viață lunga, se depozitează ușor, transportul său fiind ușurat și de forma sa compact-ergonomică și (uzual) de un mâner adecvat. Unele caracteristici tehnice diferă în funcție de producător, însă concentrația de oxigen  93%  ± 3% la toate debitele în funcție de mediu, nivel de zgomot max 48 dbA, nu necesita reîncărcare, consumă în medie 300 wați, temperatura de operare – între 5° și  40 ºC , tensiunea rețelei electrice de alimentare – 230V/50Hz, sunt valori adoptate de majoritatea producătorilor acestui tip de aparat.

## Producători
Mulți producători dispun de oferte variate, printre produsele de varf in oxigenoterapie aflandu-se și concentratorul de oxigen Phillips EverFlo Oxygen Concentrator[nefuncțională]

Tehnica oxigenoterapiei, este în România încă la început, ramura oxigenoterapiei nefiind folosită intensiv, poate și din cauză că oxigenoterapia este promovata mai ales în cazurile celor cu afecțiuni pulmonare. 

## Contraindicații
Până acum nu s-au consemnat reacții adverse la tratamente adecvate, nu s-au semnalat supradozări, fiind o formă de terapie sigură.